# Alfredo Massazza
Alfredo Massazza, född 24 maj 1923, död 17 mars 2004, var en italiensk bågskytt. Han deltog vid olympiska sommarspelen 1972.